# 赖因哈茨豪森宫
赖因哈茨豪森宫（Schloss Reinhartshausen）是德国莱茵高地区的一座宫殿，後改建為酒莊。城堡位于莱茵河畔埃尔巴赫地区，与莱茵河岸仅以德國42號高速公路相隔。

## 城堡歷史

### 1189至1797年，骑士團总部
最初，埃尔巴赫骑士團位于今天的城堡，之后大约四个世纪，城堡属于伦多夫骑士团。

### 1797年至1987年，贵族宅邸
1797年，莱茵贵族朗韦特·冯西门（Langwerth von Simmern）获得了骑士席位。1801年，威斯特法伦贵族家族的克莱门斯·奥古斯特·冯·威斯特法伦离开了菲尔斯滕贝格，拆除了当地的骑士團建築，并以现在的形式修建了城堡。

### 1855至1883年，玛丽安公主的住宅
1855年，奥拉宁-拿骚的玛丽安娜（1810-1883）获得克莱门斯·奥古斯特·威斯特法伦的城堡。她是一位生于荷兰的公主，她于1830年至1849年间与普鲁士王子普鲁士的阿尔布雷希特（1809–1872）有婚姻关系。在这里，她和男友以及他们的儿子生活在一起。她的男友约翰内斯·范罗苏姆（1809年至1873年）是一个荷兰中产阶级。他们的儿子约翰·威廉·冯·赖因哈茨豪森（1848年至1861年）（姓是由拿骚公爵阿道夫授予，因为他会继承赖因哈茨豪森古堡）。玛丽安的怀孕终于说服普鲁士人和荷兰法院同意配偶双方都渴望的离婚。（玛丽安已于1845年离开阿尔布雷希特，因为他的婚外情）
奥拉宁-拿骚的玛丽安娜使莱茵河畔的赖因哈茨豪森古堡成为莱茵河上的文化景点。她收藏了大约600多幅绘画和雕塑作品，为此她在赖因哈茨豪森城堡中建造了一座博物馆，而今该博物馆已不复存在。玛丽安公主的一小部分收藏仍然存在于城堡和宫殿花园中。这座城堡一直拥有很多的客人，为年轻艺术家提供住宿和发展空间。由于他们对在莱茵高地所做出的社会贡献赢得了玛丽安的极大好感。
在1861年，埃尔巴赫虔诚的新教徒们为了纪念她和她夭折的儿子约翰·威廉·冯·赖因哈茨豪森，在莱茵高修建了第一座新教教堂——圣约翰教堂。约翰·威廉于1865年葬在教堂祭坛后面的坟墓中。约翰内斯·范罗苏姆于1873年去世，10年后玛丽安去世。两人都被埋葬在埃尔巴赫公共墓地的一座普通坟墓中，今天依旧可以参观。他们曾希望与在他们的儿子一同埋葬在圣约翰教堂的坟墓中，但被拒绝了。就此他们曾与牧师争执，可能是因为他们的生活方式与身份不符。 1896年，莱茵島更名为带有公主玛丽安的荣誉属性的名称，玛丽安島。

### 1883 至 1987年，普鲁士的财产
玛丽安继承了她的儿子普鲁士王子阿尔布雷希特（1837-1906）的赖因哈茨豪森城堡。直到1987年，这座城堡仍然是普鲁士人的财产。最后一位贵族独资经营者是普鲁士的弗雷德里克，他的儿子弗雷德里克·尼古拉斯、安德鲁和鲁珀特继承了他的遗产，继续担任普鲁士王储弗雷德里克的管理层人员，直到1987年。